# NGC 6282
NGC 6282 је спирална галаксија у сазвежђу Херкул која се налази на NGC листи објеката дубоког неба.
Деклинација објекта је + 29° 49' 13" а ректасцензија 17h 0m 47,0s. Привидна величина (магнитуда) објекта NGC 6282 износи 14,4 а фотографска магнитуда 15,2. NGC 6282 је још познат и под ознакама CGCG 169-29, PGC 59418.